# Muziris calvipalpis
Muziris calvipalpis är en spindelart som först beskrevs av Koch L. 1867.  Muziris calvipalpis ingår i släktet Muziris och familjen hoppspindlar. Inga underarter finns listade i Catalogue of Life.